# Micranthus
Micranthus  es un género de plantas perennes y bulbosas de la familia de las iridáceas oriundo de la provincia de El Cabo en la República de Sudáfrica. 
El género comprende 3 especies, con flores pequeñas de color azul, blanco o púrpura dispuestas en espigas. El órgano subterráneo de reserva es un cormo. Las especies de este género crecen en suelos arenosos y pedregosos, frecuentemente en zonas inundables. Florecen a principios del verano.

## Listado de especies
- Micranthus alopecuroides (L.) Rothm.
- Micranthus junceus (Baker) N.E.Br.
- Micranthus tubulosus (Burm.f.) N.E.Br.